# 정태영 (1931년)
정태영(鄭太榮, 1931년~2008년 3월 21일)은 대한민국의 언론인,정치학자로 진보당 사건의 '마지막 생존자'였다.

## 생애
1931년 전북 익산에서 태어났다. 서울대학교 문리대를 졸업하고 26살에 조봉암을 만나 진보당에 가입했다. 동양통신 외신부 기자생활을 하면서 진보당 안에서는 '동화'라는 가명으로 청년 조직을 확대하는 역할을 맡았다. 그러나, 진보당 사건 때 "북한에서 교육받은 당 이론가"로 몰려 조봉암과 나란히 재판을 받았다. 3심에서 무죄를 선고받아 감옥을 나오면서 마지막으로 조봉암을 만났는데, 그때 조봉암은 정치적 패자로서 죽임을 당하게 된 현실을 개탄하면서, 자신의 죽음을 헛되이 않게 하는 길은 진보당을 재건하는 것이라 당부했다고 한다.
이후 4·19 혁명 직후 혁신계 정치운동에 참여하는 등 평생 진보정당 활동의 신념을 굽히지 않았다. 1960년 사회대중당 준비위 조직부차장을 맡았고, 이후 제3공화국시기에는 통일사회당과 '3선개헌 반대특위'에 참여했으며, 유신정권기에는 신민당 노농국장을 지냈다. 이후에 사회운동에 매진하다가 60세 무렵에 고려대학교 정책과학대학원에 입학해 때늦은 공부를 시작했다. 석사를 마친 후 건국대학교 정치외교학과 박사과정에 입학하였고 《한국 사회민주주의 정당사》 논문으로 정치학 박사학위를 받았다. 이후 말년에는 한국 사회민주주의 정당의 역사를 연구,기록하는 데 심혈을 기울였다.
2008년 3월 21일 숙환으로 사망했다.

## 저서
- 《죽산 조봉암 전집》(전 6권),세명서관
- 《조봉암과 진보당 : 한 민주사회주의자의 삶과 투쟁》,후마니타스
- 《한국 사회민주주의 정당의 역사적 기원》,후마니타스